# Усадьба купцов Митрофановых
Усадьба купцов Митрофановых — архитектурный ансамбль в историческом центре города Боровичи Новгородской области. Жилой дом построен в 1857 году и является объектом культурного наследия регионального значения.
Усадьба, состоящая из двух зданий, примыкающих друг к другу, построена в классическом стиле с элементами эклектики и расположена в историческом центре города на углу переулка Реппо (бывш. Екатерининская площадь) и проезда Гагарина (быв. Перевозная улица).

## История
Владелец дома — купец А. А. Митрофанов, гласный городской думы. Основным занятием семьи была сливочно-бакалейная торговля. Фамилия купцов Митрофановых была достаточно известна в городе. Митрофановы были меценатами и благотворителями — входили в различные общественные комиссии, жертвовали на социальные нужды и богоугодные дела.
После революции здание было национализировано и отдано под коммунальные квартиры.
В 2010-х гг. дом был взят на реставрацию предпринимателями Е. А. и М. А. Антоновыми. Проект стал лауреатом XIII национальной премии «Культурное наследие» (2018). В отреставрированном здании открыт ресторан «MOST».